# Entente frugale

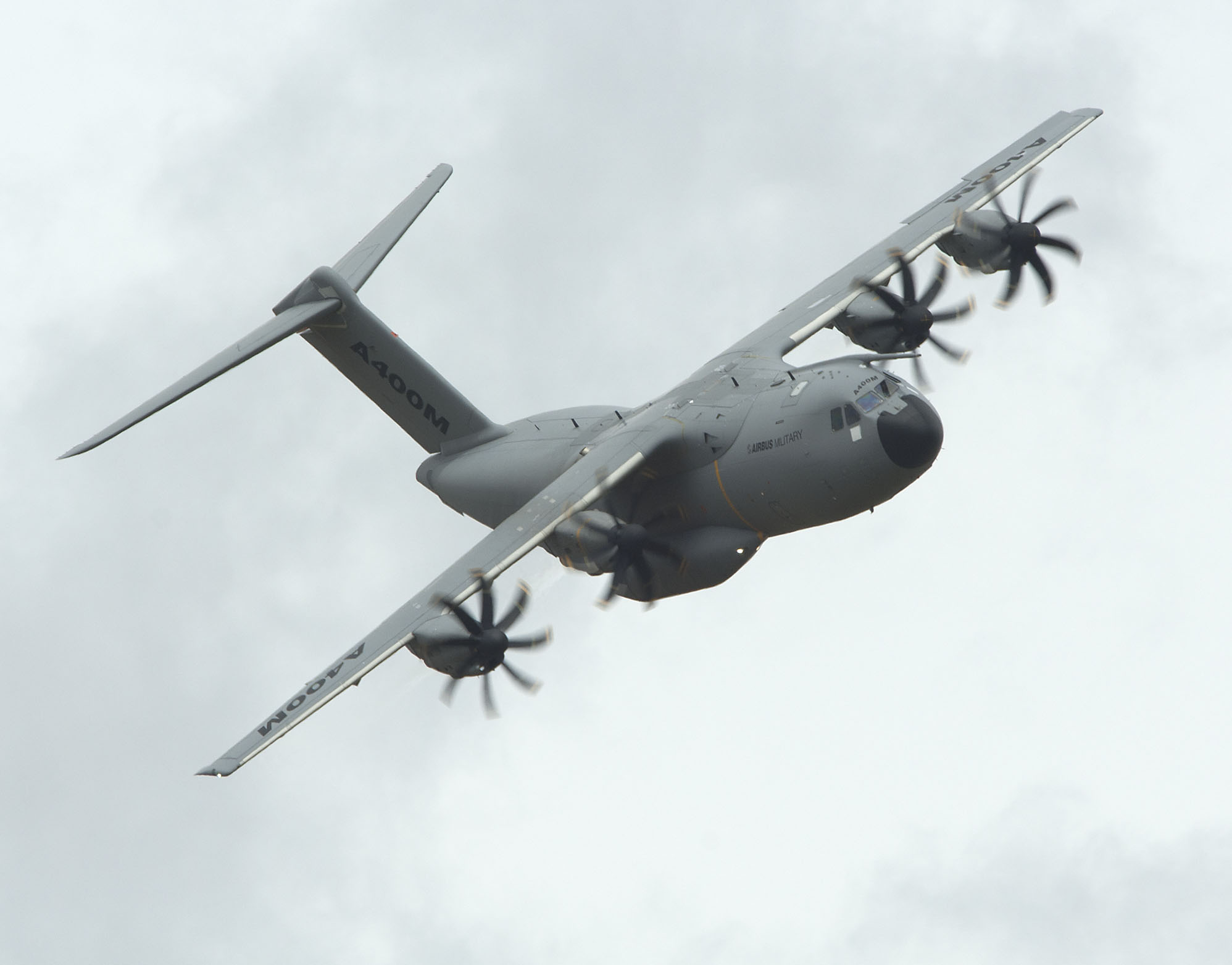
Un des aspects de l'accord : mettre en commun la maintenance des Airbus A400M.

Pour les articles homonymes, voir Entente.
L'Entente frugale désigne  la coopération entre le Royaume-Uni et la France amorcée en 2010 pour partager certains coûts en matière militaire pour faire face à l'austérité touchant les budgets de défense dans les deux pays,,,,,,.
Le terme est une référence amère à l'Entente cordiale de 1904.
Les deux pays représentaient la moitié des dépenses militaires de l'Union européenne en 2010 et les deux tiers de sa recherche et développement militaire.
Exemples d'activités proposées :
- Force expéditionnaire conjointe, avec des composants terrestres, maritimes et aériens ;
- coopération en Afghanistan ;
- coopération sur les porte-avions pour améliorer l'interopérabilité et rendre compatibles les avions (F-35 pour les britanniques, Rafales pour les français) et les porte-avions des deux pays ;
- partage des satellites de communication ;
- cybersécurité ;
- drones ;
- essais nucléaires.